# بکور آشوت
بکور آشوت (ارمنی: Բեկոր Աշոտ)؛ با نام اصلی آشوت همایاکی قولیان (ارمنی: Աշոտ Հմայակի Ղուլյան) زاده ۶ اکتبر ۱۹۵۹ – درگذشته ۲۴ اوت ۱۹۹۲) یک فرد نظامی اهل ارمنستان بود. وی یکی از فرماندهان نظامی در طی جنگ قره‌باغ بود. وی همچنین برندهٔ جوایزی همچون قهرمان آرتساخ شده‌است.